# 105P/Singer Brewster
La comète Singer Brewster, officiellement 105P/Singer Brewster, est une comète périodique du système solaire, découverte le 3 mai 1986 par Stephen Singer-Brewster à l'Observatoire Palomar en Californie.